# Atanasije Stojković
Dr Atanasije Stojković (Ruma, 20. rujna 1773. – 1832.) je bio srpski filozof, romanopisac i prosvjetitelj, te prvi srpski fizičar. Njegovo životno djelo je bila trotomna Fisika, a napisao je i prvi srpski roman Aristid i Natalija.
Atanasije Stojković je rođen 20. rujna 1773. godine u Rumi koja je tada bila sastavni dio Habsburške monarhije. Završio je lokalnu tzv. "gramatikalnu" latinsku školu i potom otišao u zanat. Ipak mu je znanost bila pravi poriv, pa je u istoj školi koju je i završio postao i učitelj. Obišao je Europu nastavljajući školovanje u raznim mjestima - Požunu, Segedinu, Šopronju i Pešti, da bi se na kraju kao izvrstan student dobio stipendiju i upisao Sveučilište u Göttingenu, gdje je studirao fiziku i matematiku, stekavši i doktorat iz filozofije 1799. godine.
Umro je u Petrogradu u Ruskom Carstvu 2. lipnja 1832. godine. 